# Е, мој друже београдски
Е, мој друже београдски је песма коју је снимио хрватски и југословенски певач Јура Стублић и група Филм док је аранжман урадио Никша Братош. Инструментал је настао на семплу познате нумере На морскоме плавом жалу из филма Сећаш ли се Доли Бел?. Песма је написана 1991, у току Рата у Хрватској с циљем подршке хрватским војницима у сецесији од СФРЈ. Постала је велики радијски хит када је изашла почетком 1992, а 14. јануара 1992. емитована је премијера спота на телевизији. Иако је по карактеру требало да буде родољубива и ратнохушкачка, она је по природи антиратна и говори у бесмислу рата из перспективе двојице пријатеља Хрвата и Србина који су пре рата дружили, посећивали једни друге по савезним републикама, а сад ратују један против другога.

## Одјек и контроверзе
Е, мој друже београдски је у почетку била врло слушана у Хрватској, а, према хрватском медијима, имала је популарност и у антирантим круговима у Србији. Међутим, власти ни Хрватске ни Србије нису њом биле одушевљење, у Загребу јер је била антиратна и говори да су Хрвати „све српске песме знали”, а у Београду јер критикује ратна дејства ЈНА и што „београдски друг” гине на крају.
Петар Јањатовић и Драган Кремер су је пуштали на Другоме програму Радио Београда у оквиру емисије То је само рокенрол. Њихова колегиница с Првог програма Радио Београда Аница Нонвеје је од њих узела и пустила песму на Првом програму Радио Београда у политичкој емисији. Због тог чина је била суспендована, а лидер Српске радикалне странке Војислав Шешељ је у ТВ Дневнику РТС-а прогласио издајицом. Нонвеје се после изјаве Шешеља у страху од одмазде убрзо преселила с породицом у Француску где је добила политички азил, а после се трајно преселила у Канаду.
Године 2018. Јура Стублић је рекао да ову песму више не изводи уживо јер је људи не разумеју и да је никада нису разумели.
Српски певач Бора Ђорђевић и његова груба Рибља чорба одговорили су песмом Е, мој друже загребачки која није наишла на одазив јавности, као Стублићева верзија.